# Pomorska blokada Hrvatske 8. studenoga – 3. prosinca 1991.
Pomorska blokada Hrvatske od 8. studenoga do 3. prosinca 1991. bila je treća pomorska blokada Hrvatske koju je u Domovinskom ratu sprovela JRM. Uslijedila je nakon blokade u listopadu u kojoj su iz JRM blokirali hrvatsku obalu, luke i otoke na području srednjeg i dijela južnog Jadrana. U drugoj su blokadi proširili blokadu na većinu hrvatskih luka.
U ovoj blokadi isu bili otoci Lastovo, Mljet, Vis i luka Pula, da bi JRM zaštitila svoje povlačenje sa sjevera. Do kraja je studenog 1991. JRM izvukla oštećene ratne brodove s otoka Visa prema lukama baziranja u Crnoj Gori.
Kao i kod prve blokade, jer su hrvatske snage bile odsječene od Visa, morale su se više usredotočiti na sukobe u pomorskim kanalima i obraniti primorske gradova. Zbog toga na Visu nije bilo znatnijih sukoba. 